# 방건웅
방건웅(方建雄, 1952년 ~ , 강원 원주)은 대한민국의 공학자이다. 서울대학교 금속공학과를 졸업하고 미국의 노스웨스턴대학교 대학원에서 재료공학 박사 학위를 받았다. 현재 한국표준과학연구원 센터장이다.

## 학력
- 서울대학교 금속공학 학사
- 노스웨스턴 대학교 대학원 재료공학 박사

## 생애
1991년부터 신과학기술에 관심을 갖고 자료 수집과 동시에 연구를 시작했다. 신소재특성평가센터의 책임연구원으로 미세조직연구그룹의 리더이며, 한국공학한림원 준회원으로 한국정신과학학회 총무이사, 한국열처리공학회 기술이사, 응용미약자기에너지학회 부회장 등을 지냈다. 현재 대덕연구개발특구의 한국표준과학연구원 국가참조표준센터 센터장이다.

## 수상
- 2004년 과학기술 포장[2]